# 狩川町
狩川町（かりがわまち）は、かつて山形県東田川郡にあった町。

## 沿革
- 1889年（明治22年）4月1日 - 町村制施行に伴い東田川郡狩川村、三ケ沢村、添津村、清川村が合併し、狩川村（かりがわむら）が発足。
- 1891年（明治24年）4月14日 - 大字清川が分離し、村制施行して清川村が発足。
- 1937年（昭和12年）4月1日 - 町制施行し狩川町となる。
- 1954年（昭和29年）10月1日 - 東田川郡立谷沢村、清川村と合併し、立川町となり消滅。